# Horads 88,6

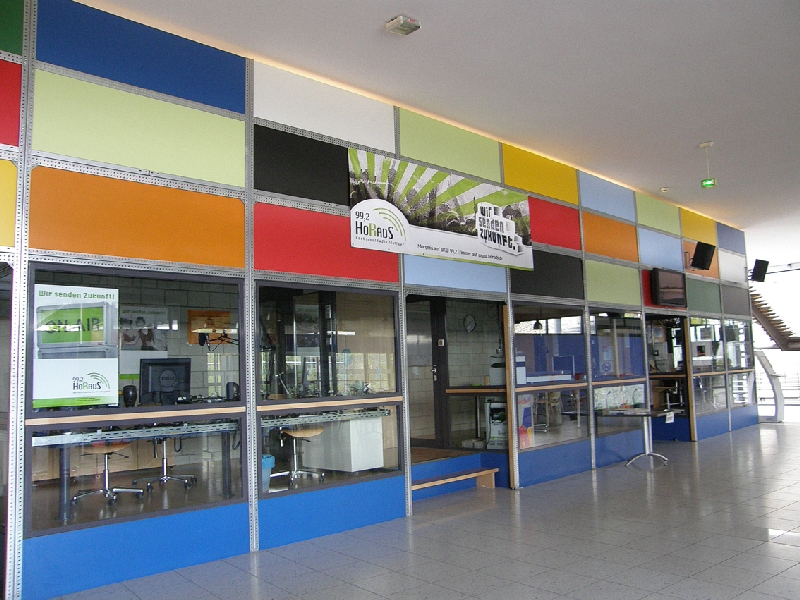
Studios in der Nobelstraße der Hochschule der Medien Stuttgart

HORADS 88,6 ist das Campusradio der Hochschulregion Stuttgart. HORADS 88,6 bietet als Lernradio den Studierenden die Möglichkeit, das Medium Radio praxisnah kennenzulernen, und Programm von Studenten für Studenten und für alle zu produzieren, die sich für die Hochschulen ihrer Region interessieren.

## Geschichte
Der Name „Horads“ geht mit einem kleinen Wortspiel auf den römischen Dichter Horaz zurück, ist vorrangig aber das Akronym für Hochschulradio Stuttgart.
„HORADS“ sendet seit dem 1. Januar 2004. Die Anfänge des Stuttgarter Hochschulradios, damals noch „HoRadS“ geschrieben, gehen auf ein Webradio zurück, das ab 1999 aus einem kleinen Produktionsstudio an der damaligen Hochschule für Bibliotheks- und Informationswesen (HBI) in Stuttgart sendete.
Nach der Fusion der HBI mit der Hochschule für Druck und Medien (HDM) zur Hochschule der Medien (HdM) im Jahre 2001 wurde am Standort Nobelstraße der neuen Hochschule der Medien ein neues Studio in Betrieb genommen, das den kompletten Sendeablauf übernahm.
2005/06 wurden dann zwei weitere Studios bzw. Redaktionsräume in der Nobelstraße errichtet.
Bis Ende 2009 wurde bei HORADS nur vormittags gesendet, da sich der Sender die damalige Frequenz 99,2 MHz mit dem lokalen Bürgerfunk Stuttgart teilen musste.
Anfang 2010 erhielt das Hochschulradio Stuttgart von der Landesanstalt für Kommunikation (LFK) Baden-Württemberg die Zulassung als Lernradio und sendet seit dem 1. Januar 2010 rund um die Uhr auf der neuen UKW-Frequenz 88,6 MHz, im Internet als Livestream. Das Programm ist auch über Apps live hörbar.

## Organisation
Getragen wird HORADS 88,6 vom Trägerverein Hochschulradio Stuttgart (HoRadS e.V.) mit finanzieller Unterstützung der baden-württembergischen Landesanstalt für Kommunikation (LFK).
Mitglieder von „HoRadS e.V.“ sind die Universität Stuttgart, die Universität Hohenheim, die Hochschule der Medien Stuttgart, die Staatliche Hochschule für Musik und Darstellende Kunst Stuttgart, die Evangelische Hochschule Ludwigsburg sowie die Verfasste Studierendenschaft (VS) der Hochschule der Medien.
Die Studierenden der verschiedenen Hochschulen bringen dabei das jeweilige Know-how ihrer Fachrichtungen in den Sender mit ein und gestalten das Programm selbständig.

## Programm
Mit Redaktionen an allen Mitgliedshochschulen versorgt HORADS 88,6 die Region Stuttgart mit Infos aus den Hochschulen, der lokalen Kulturszene, neuer Off-Mainstream-Musik und studentischem Lifestyle. Das werbefreie Programm umfasst eine Vielzahl von Wortsendungen zu verschiedenen Themen wie Internauten und Hertz for Nerds, Genre-Musiksendungen wie Worst Behavior und Fresh, die tägliche Morningshow und Specials. Der hohe Wortanteil vermittelt Themen und Wissen abseits des Mainstreams und der Breitenberichterstattung. Die Musikfarbe weicht ab vom gewöhnlichen Formatradio – ohne Genregrenzen und offen für Neues: von Indie, Rock, Hip-Hop und Elektronischem, aber auch klassischer Musik oder DJ-Sounds bis hin zu experimentellen Tönen.

## Mitmachen
HORADS 88,6 ist seit 2010 ein von der LFK Baden-Württemberg offiziell lizenziertes Lernradio. Mitmachen können alle Studierenden sowie Mitarbeiter der im Trägerverein HoRadS e.V. organisierten Universitäten und Hochschulen. Der Start bei HORADS 88,6 gelingt am besten im Rahmen einer achtwöchigen Einstiegsrunde. Einstiegsrunden beginnen alle acht Wochen und werden in der Wort- und der Musikredaktion des Senders angeboten. Neben Workshops zu den Themen Hörfunkjournalismus, Beitrag mit Originalton (BmO) sowie Audiotechnik steht die praktische Radioerfahrung in Live-Sendungen im Mittelpunkt der Ausbildung. Nach Abschluss der Einstiegsrunde kann eine Weiterbildung zur Moderatorin bzw. zum Moderator absolviert werden. Teilweise finden an den Mitgliedshochschulen parallel Lehrveranstaltungen statt, die journalistische Beiträge, Reihen oder Sendeformate für HORADS 88,6 produzieren. Auch die Lehrgebiete Marketing, PR und Sprechkunst werden in das Hochschulradio eingebunden.